# Melittia oedipus
Melittia oedipus (tên tiếng Anh: African Vine Borer) là một loài bướm đêm thuộc họ Sesiidae. Nó có nguồn gốc từ Kenya, nhưng được di thực vào Hawaii to control Ivy Gourd (Coccinia grandis).

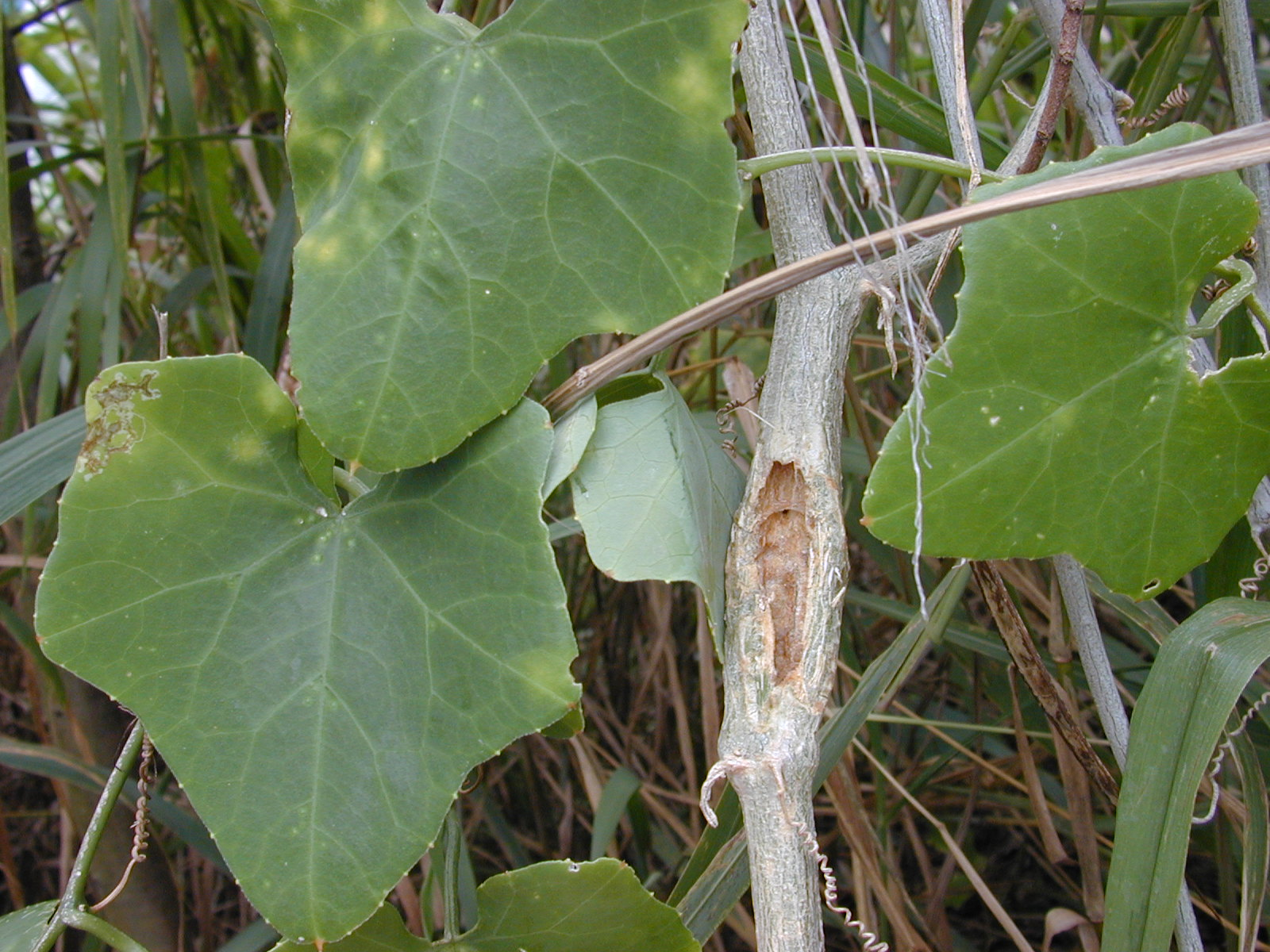
Damage

Sải cánh dài 10–15 mm.
Ấu trùng ăn Coccinia grandis.

## Hình ảnh

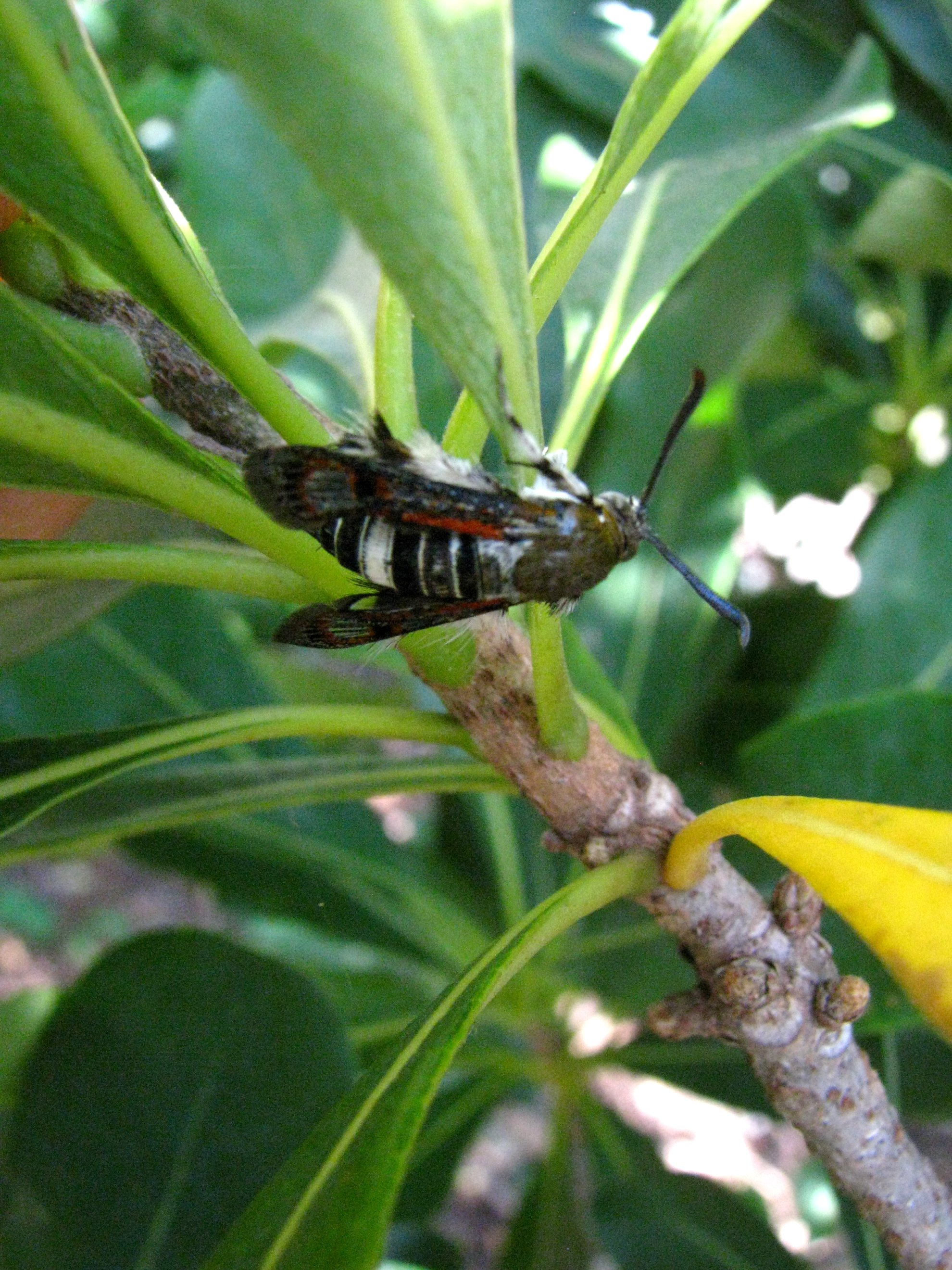
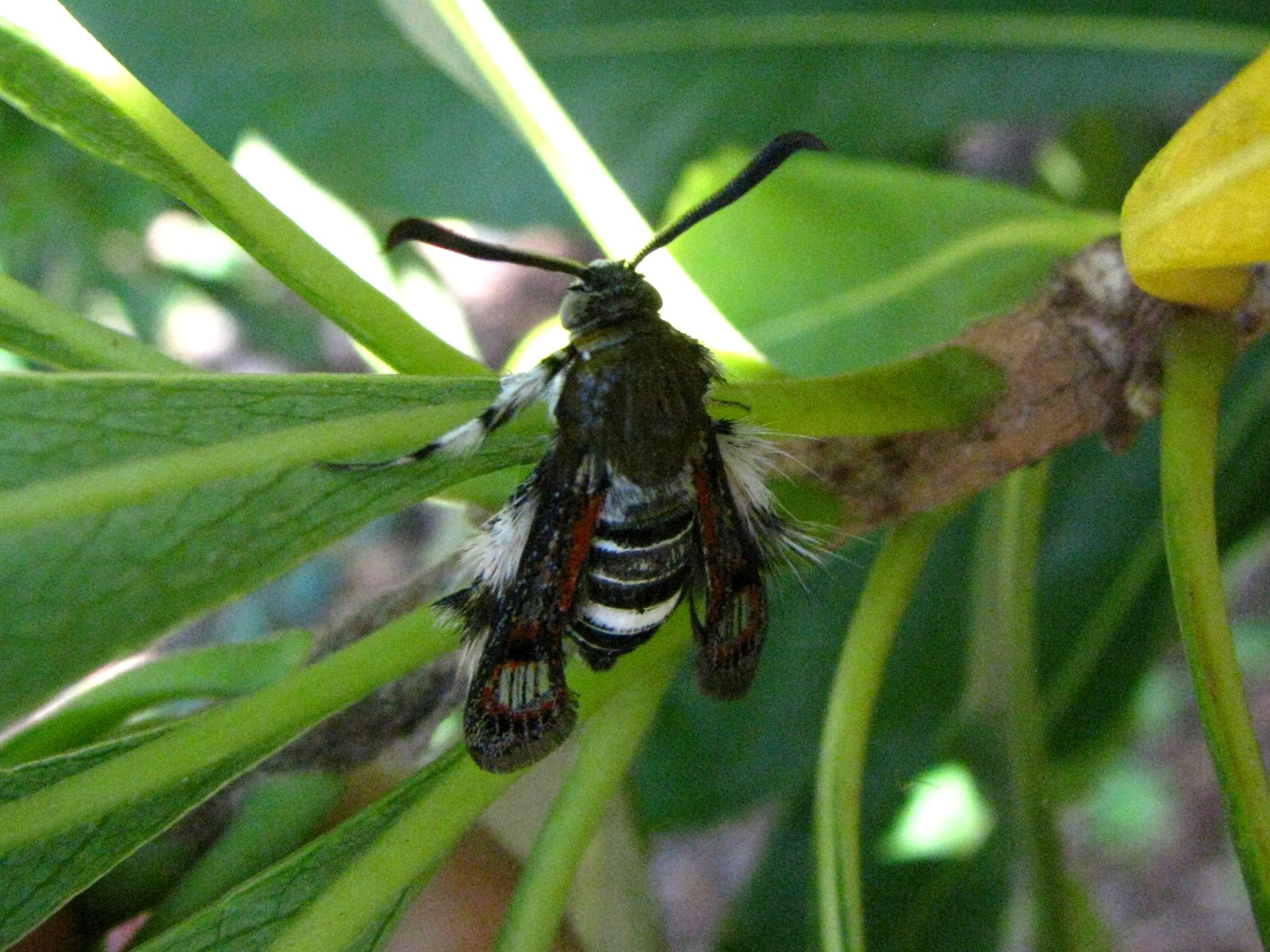
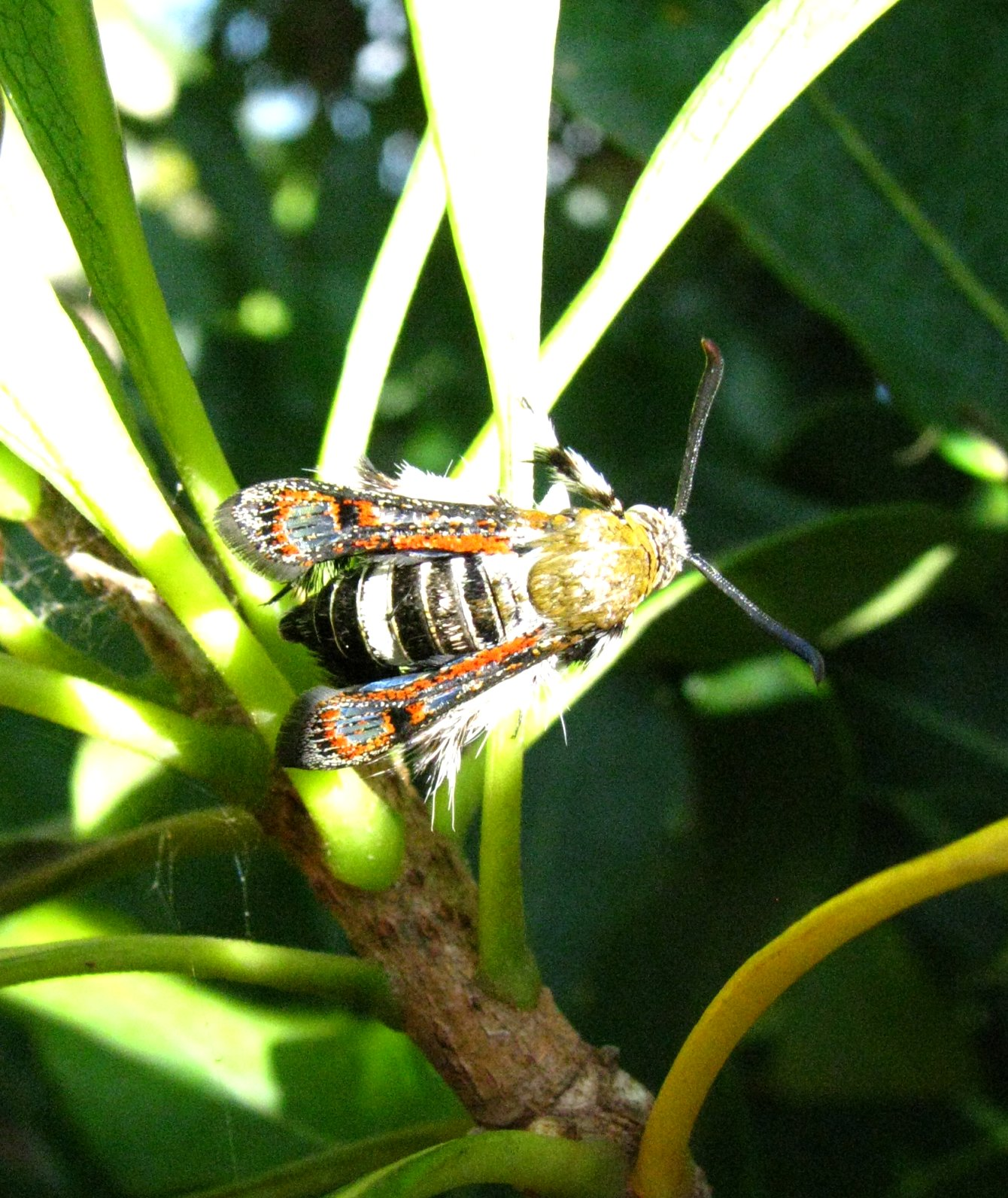
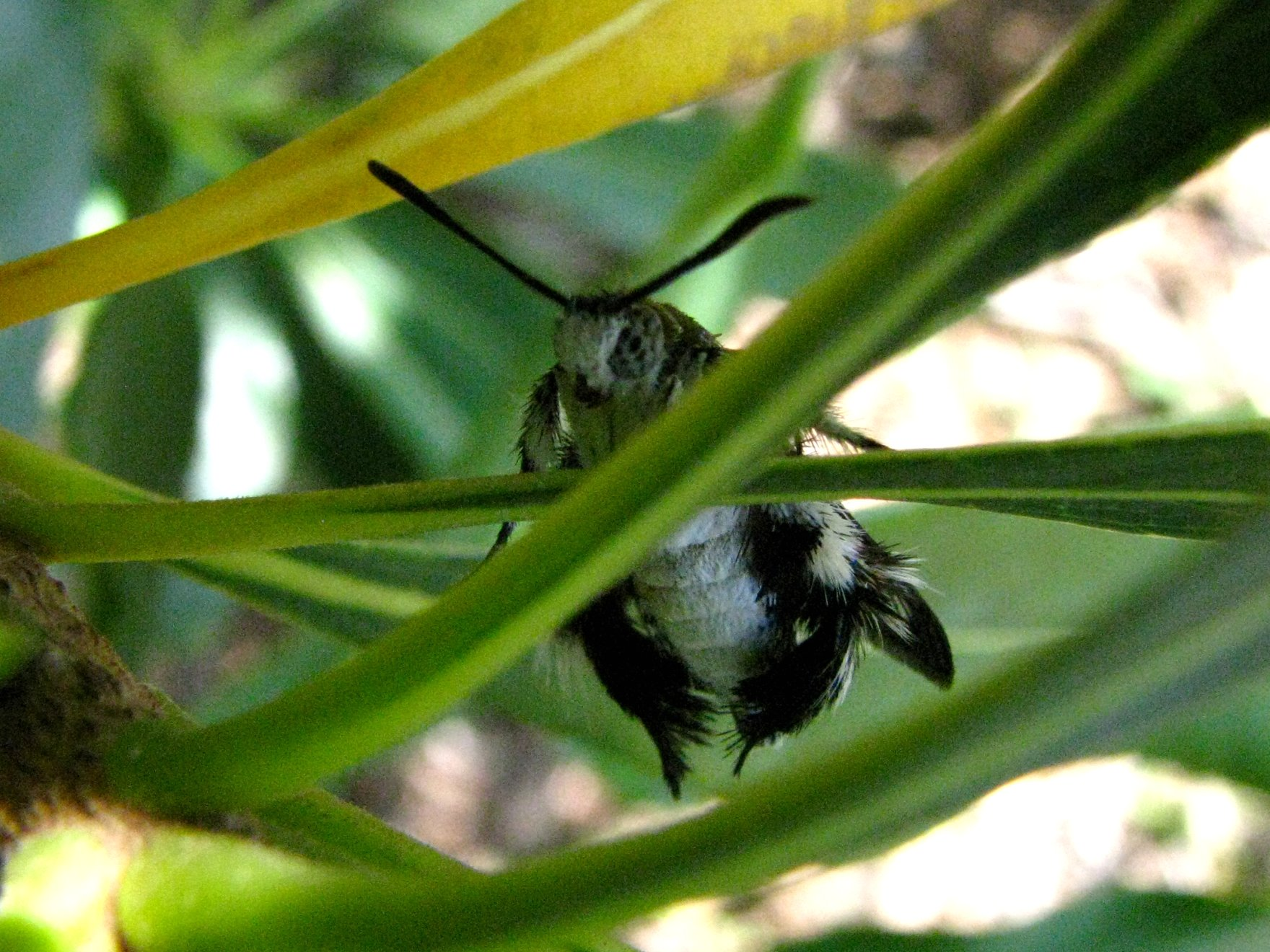